# Tringía
Tringía är ett berg i Grekland.   Det ligger i prefekturen Trikala och regionen Thessalien, i den centrala delen av landet, 270 km nordväst om huvudstaden Aten. Toppen på Tringía är 2 196 meter över havet, eller 775 meter över den omgivande terrängen. Bredden vid basen är 18,1 km.
Terrängen runt Tringía är bergig österut, men västerut är den kuperad. Runt Tringía är det mycket glesbefolkat, med 5 invånare per kvadratkilometer. Närmaste större samhälle är Eláti, 19,2 km sydost om Tringía. I omgivningarna runt Tringía växer i huvudsak blandskog.